# Arkadiusz Godel
Arkadiusz Godel   (Lublin, 4 de febrer de 1952) és un tirador d'esgrima polonès, ja retirat, especialista en floret, que va competir durant les dècades de 1970 i 1980.
El 1972 va prendre part en els Jocs Olímpics d'Estiu de Múnic, on guanyà la medalla d'or en la prova del floret per equips del programa d'esgrima. Quatre anys més tard, als Jocs de Mont-real, fou cinquè en la prova del floret per equips.
En el seu palmarès també destaca una medalla d'or al Campionat del Món d'esgrima de 1978. A nivell nacional guanyà dos campionats de Polònia de floret individual (1973, 1978) i sis per equips (1974-1976, 1982, 1984-1985).